# Caliechthrus leucolophus
El koel coroniblanco (Caliechthrus leucolophus) es una especie de ave cuculiforme de la familia Cuculidae propia de Nueva Guinea y la isla vecina de Salawati. Es la única especies del género Caliechthrus. No se conocen subespecies.